# Krunoslav Lovrek
Krunoslav Lovrek est un footballeur croate né le 11 septembre 1979.